# Mont-Saint-Jean (Alta Francia)
Mont-Saint-Jean è un comune francese di 69 abitanti situato nel dipartimento dell'Aisne della regione dell'Alta Francia.

## Società

### Evoluzione demografica
Abitanti censiti